# Libnotes elissa
Libnotes elissa là một loài ruồi trong họ Limoniidae. Chúng phân bố ở miền Australasia.